# Живот Карла Великог
Vita Karoli Magni (Живот Карла Великог) је биографија франачког владара Карла Великог коју је написао Ајнхард.

## Дело
Ајнхард је Vita Karoli Magni писао по угледу на Светонијеве "Животе дванаест римских царева". Дело је подељено у четири поглавља, односно 33 главе. Иако је сам Ајнхард написао увод, Валафрид Страбон је након његове смрти додао свој увод. Као узор је Ајнхард користио биографију Октавијана Августа, римског цара са којим је радо поредио Карла Великог. Опчињеност Октавијаном била је толико снажна да је преписивао целе пасусе Светонијевог дела. Ајнхард је исказивао несимпатије према Меровинзима настојећи да оправда уздизање Пипина Малог, Карловог оца који је свргнуо последњег меровиншког владара Хилдерика и послао га у манастир. 

## Значај
Ајнхардова биографија Карла Великог остварила је изузетно снажан утицај у средњовековној књижевности. Њиме је обновљена једна античка врста која је била заборављена. Ајнхардов спис је остварио додатни утицај тиме пто је сам служио као узор следећим генерацијама просопографа. Живот Карла Великог је и историјски извор којим су се служили многи историчари следећих векова. 